# Байд
Байд (устар. Байд-Вож) — река в России, протекает по Республике Коми. Устье реки находится в 52 км по левому берегу реки Курмыш. Длина реки составляет 11 км.

## Данные водного реестра
По данным государственного водного реестра России относится к Двинско-Печорскому бассейновому округу, водохозяйственный участок реки — Мезень от истока до водомерного поста у деревни Малонисогорская. Речной бассейн реки — Мезень.
Код объекта в государственном водном реестре — 03030000112103000047856.